# Malatesta IV Baglioni
Malatesta IV Baglioni (Perugia, 1491 – Bettona, 24 dicembre 1531) è stato un generale, mercenario e nobile italiano signore di Perugia, conte di Spello e di Bettona.

## Biografia
Esponente della nobile famiglia perugina dei Baglioni, era figlio di Giampaolo, signore di Perugia, e di Ippolita Conti.
A nove anni, nel 1500, visse indirettamente il truce episodio delle "nozze rosse" tra Astorre I e Lavinia Colonna, quando i congiurati capeggiati dal legittimo erede Grifonetto Baglioni assassinarono i maschi della famiglia: suo padre Giampaolo riuscì a salvarsi. Lui e il fratello più piccolo Orazio II furono sotto la protezione di Atalanta, madre di Grifonetto, che aveva maledetto il figlio.
Nel 1510 sposò Monaldesca Monaldeschi (morta il 21 marzo 1560), appartenente a un'abbiente casata, che gli portò in dote un ricco patrimonio immobiliare nell'orvietano.
Accompagnò spesso il genitore nelle sue imprese sin dalla giovane età, e alla sua morte (11 giugno 1520) gli subentrò, insieme al fratello Orazio II, in qualità di conte di Spello e di Bettona (1520-1531). 
In seguito Malatesta fu al servizio della repubblica di Venezia, per la quale occupò Lodi e Cremona. Nel 1527, alla scomparsa dello zio Gentile I Baglioni, figlio di Guido I, con cui i rapporti non erano stati mai ottimali, resse pienamente la signoria di Perugia.
Durante la guerra della Lega di Cognac, Malatesta consegnò Perugia senza combattere a Filiberto d'Orange, capo dell'esercito imperiale nella penisola italiana, e andò ad assumere il ruolo di difensore della repubblica di Firenze. Un accordo segreto con il papa Clemente VII e con gli imperiali stabiliva che Malatesta avrebbe riottenuto la signoria della città al termine della sua condotta per Firenze.
Il suo tradimento fu rivelato il 3 agosto 1530, durante la battaglia di Gavinana, in cui le forze fiorentine comandate da Francesco Ferrucci (1489-1530) furono annientate dalle truppe imperiali, anche grazie alle informazioni ricevute da Malatesta. L'esclamazione di Ferrucci "Ahi traditor Malatesta!" è rimasta proverbiale. Avendo il Baglioni rispettato il patto con il Papa tradendo Firenze, gli fu permesso di ritornare in possesso di Perugia, dove rientrò il 20 settembre.
Il conte, quando non era impegnato in guerra, soggiornava vicendevolmente a Spello e a Bettona, nei rispettivi palazzi baglioneschi. E proprio nella residenza di Bettona, che aveva abbellita con un magnifico giardino, Malatesta IV morì, probabilmente di gotta, il 24 dicembre 1531, all'età di 40 anni. Gli succedette, sia nelle contee che in Perugia, il figlio Rodolfo II, ultimo signore di quest'ultima città.
Gli fu tributato un sontuoso funerale insieme al fratello Orazio, deceduto tre anni prima e temporaneamente sepolto a Spello. I due Baglioni furono tumulati a Perugia nella basilica di San Domenico, con ricchi monumenti funebri intorno al coro. Nei secoli successivi le tombe furono abbattute e i corpi interrati nella cripta sottostante, insieme ad altri Baglioni, e segnati da una semplice lapide.

## Galleria d'immagini

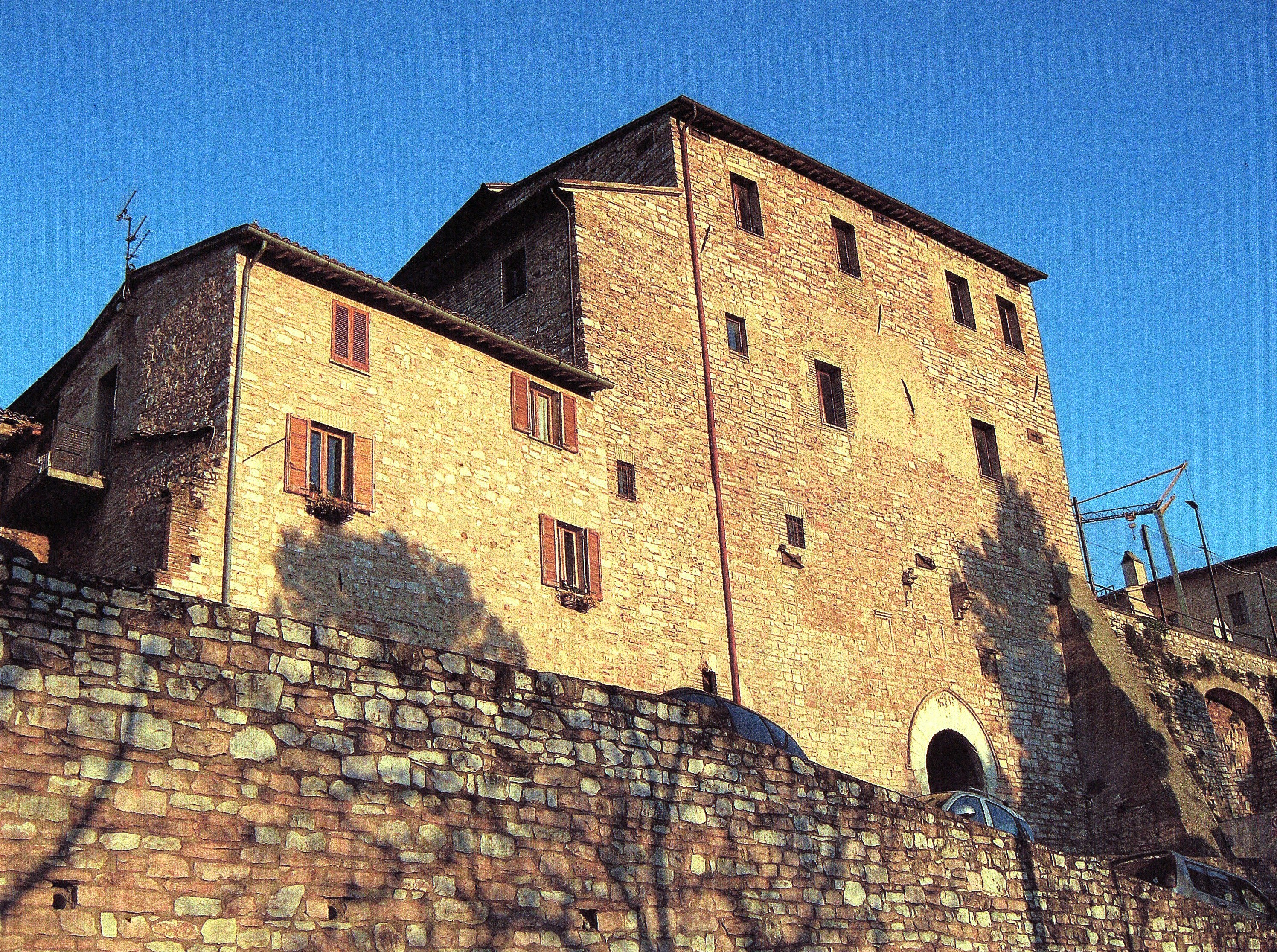
Palazzo Baglioni a Spello, una delle residenze di Malatesta
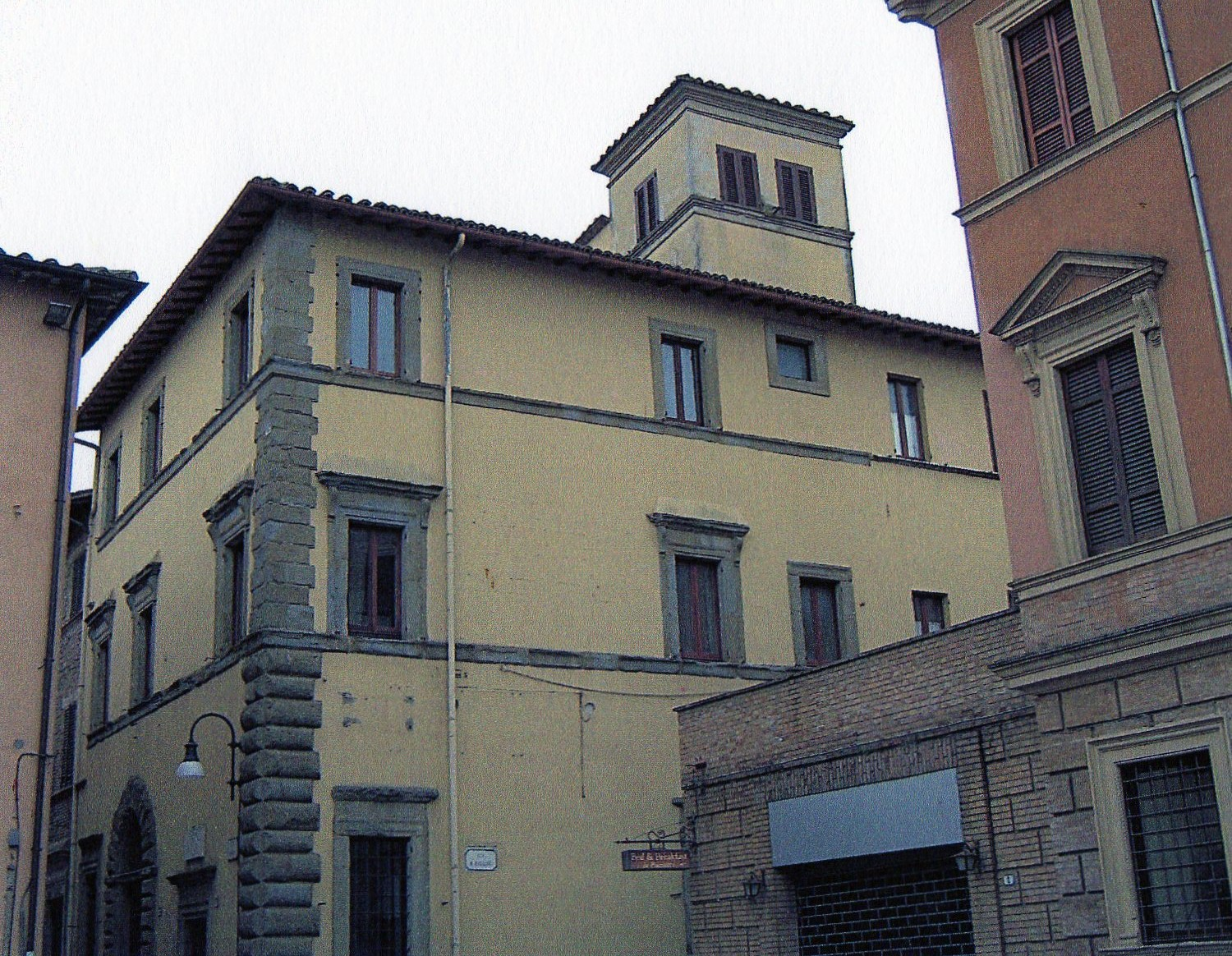
Palazzo Baglioni, a Bettona, dove morì Malatesta IV
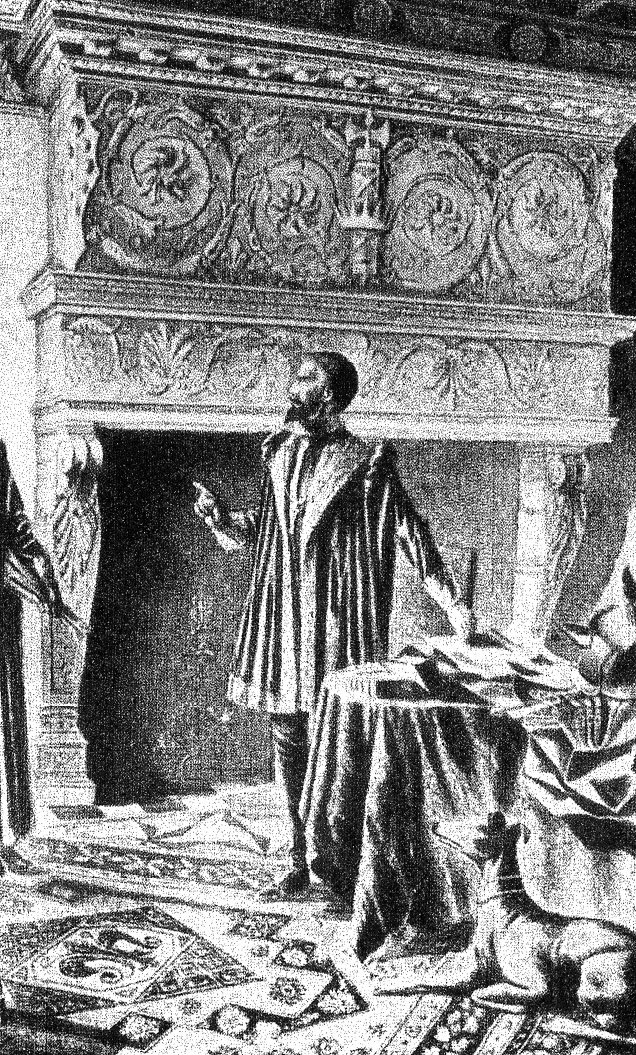
Rodolfo II, figlio ed erede di Malatesta IV